# Austromitra planata
Austromitra planata is een slakkensoort uit de familie van de Costellariidae. De wetenschappelijke naam van de soort is voor het eerst geldig gepubliceerd in 1885 door Hutton.